# Palpada incerta
Palpada incerta är en tvåvingeart som först beskrevs av Jacques-Marie-Frangile Bigot 1880.  Palpada incerta ingår i släktet Palpada och familjen blomflugor. Inga underarter finns listade i Catalogue of Life.